# Simon IV Montfort
Simon IV Montfort, Szymon z Montfort starszy, Simon IV de Montfort, 5. earl Leicester  (ur. 1160, zm. 25 czerwca 1218) – francuski możnowładca, uczestnik IV wyprawy krzyżowej (1202–1204) i krucjaty przeciw albigensom. Ojciec Szymona z Montfort – prekursora parlamentaryzmu w Anglii.

## Życiorys
Syn Szymona III z Montfort, potomka seniorów Montfort-l’Amaury od X w., i Amicii de Baumont. Po ojcu odziedziczył w 1181 r. tytuł diuka de Montfort. W 1190 r. poślubił Alice z Montmorency (zm. 1221), córkę Boucharda III.
Podczas turnieju rycerskiego w Ecry-sur-Aisne w 1199 wraz z Tybaldem z Szampanii podjął wezwanie Fulka z Neuilly do wzięcia udziału w krucjacie. Jego rodzina miała już w tej dziedzinie pewne tradycje – brat Szymona, Guy, wyruszył na III krucjatę pod wodzą Filipa II w 1191 r.
IV krucjata, nękana problemami personalnymi (jak m.in. śmierć Tybalda z Szampanii i Fulka z Neuilly) i materialnymi, została zmuszona do skierowania się do Zadaru nad Morzem Adriatyckim, by w celu wypełnienia zobowiązań finansowych wobec Wenecjan zdobyć dla nich to miasto. Papież Innocenty III zaprotestował przeciwko walkom chrześcijan z dalmatyńskimi współwyznawcami. Szymon z Montfort zapewnił mieszkańców Zadaru, że miastu nic nie grozi, lecz mimo to zostało ono zaatakowane i zdobyte 24 listopada 1202. Szymon, nie chcąc uczestniczyć w tych działaniach, porzucił krucjatę i udał się ze swoim oddziałem przez morze do Syrii, gdzie brał udział w walkach państewek chrześcijańskich z muzułmanami. Papież obłożył walczących przeciwko Dalmatyńczykom ekskomuniką, rycerze krzyżowi zostali w tym momencie wyłączeni z Kościoła. Krzyżowcy pod przywództwem Wenecjan zdobyli także Konstantynopol – głównego konkurenta Wenecji w handlu.
W 1204 r., po bezpotomnej śmierci Roberta z Baumont, 4. earla Leicester, brata matki Szymona, Amicia de Baumont odziedziczyła połowę jego posiadłości, wraz z prawem do tych związanych z tytułem earla Leicester. Podział ziem dokonał się w 1207 r. – prawo do tytułu earla przypadło Amicii i Szymonowi. Jan bez Ziemi, który wcześniej uznał prawo Szymona do tytułu, przejął jednak wspomniane posiadłości w lutym i skonfiskował związane z nimi prawa jako poddanemu toczącego wojnę z królem Anglii Filipa II Augusta.  Dopiero w 1215 r. ziemie te przeszły, jako dzierżawa, w ręce siostrzeńca Szymona, Ranulfa, 4. earla Chester.
Postawa Szymona podczas IV krucjaty na tyle wzbudziła zaufanie Innocentego III, że papież powierzył Montfortowi dowództwo wojskowe w krucjacie przeciwko albigensom (1209), którzy dominowali na obszarach otaczających Tuluzę, Carcassonne, Albi i Béziers.   Miejscowi władcy sprzyjali ruchowi albigensów, krucjata przerodziła się więc szybko w podbój Langwedocji przez feudałów z północy. Walki charakteryzowały się  wyjątkowym okrucieństwem i bezwzględnością: dokonywano rzezi ludności całych miast. W samym Béziers zabito 20 000 mieszkańców.
Po szybkim zdobyciu Béziers i Carcassonne Szymon został wyznaczony namiestnikiem  hrabstwa Tuluzy, jednak po upływie czterdziestodniowego okresu, na jaki wyznaczona była krucjata, większość krzyżowców powróciła do domu i dalsze zdobycze stały się trudniejsze. Mimo to, Szymon w ciągu kilku lat dokonał  podboju całej Langwedocji. Decydujące znaczenie miała bitwa pod Muret w 1213 r., gdzie Montfort pokonał znacznie większą armię Rajmunda VI hrabiego Tuluzy i wspomagającego go szwagra i zarazem suwerena, króla Aragonii, Piotra II, który zginął w bitwie. Sukces Szymona, którego konsekwencją, jak się w przyszłości okazało, był kres wpływów aragońskich i kastylijskich w południowej Francji, przyniósł mu nagrodę w postaci przyznania przez IV sobór laterański wszystkich ziem Rajmunda VI. Szymon z Montfort przyjął w 1215 r. tytuły hrabiego Tuluzy, wicehrabiego Béziers i Carcassonne oraz diuka Narbonny.

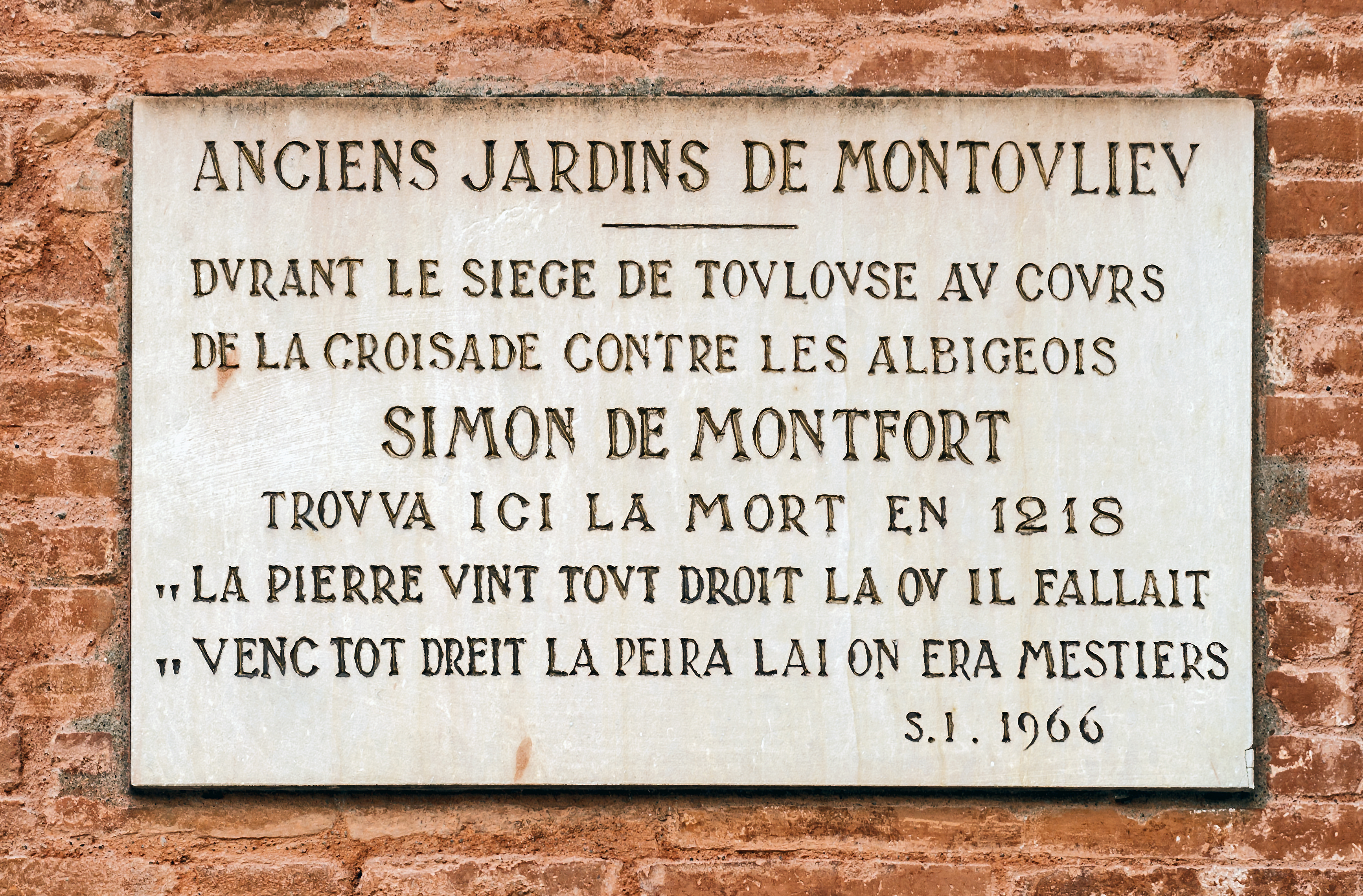
Tablica upamiętniająca śmierć Szymona de Montfort

Tymczasem syn Rajmunda z Tuluzy, Rajmund VII, zebrał siły do walki z de Montfortem. W maju 1216 r.  rozpoczął oblężenie Beaucaire – miasto mimo wysiłków de Montforta padło. Szymon musiał następnie udać się do Tuluzy, w celu stłumienia powstania, następnie ruszył na zachód na tereny podbitej prowincji Bigorre – doznał klęski w Lourdes w grudniu 1216 r. Podczas gdy w 1217 r. prowadził działania w okolicach Foix, Rajmund VI i VII we wrześniu przejęli kontrolę nad Tuluzą. Montfort natychmiast pośpieszył z odsieczą, lecz jego siły były niewystarczające – spora część wojsk była zaangażowana na innym terenie. Ponowił próbę oblężenia miasta wiosną 1218 r. Podczas walki z obrońcami miasta 25 czerwca został uderzony w głowę kamieniem z maszyny miotającej i zmarł. Został pochowany w klasztorze Haute-Bruyère.
Sukcesor Szymona i współuczestnik podboju, syn Amalryk, próbował przeciwstawiać się ofensywie Rajmundów, wkrótce jednak musiał się wycofać i przekazał swe prawa do terenów Langwedocji królom Francji.
Szymon z Montfort pozostawił po sobie pięcioro potomstwa: trzech synów – Amalryka, Gwidona i Szymona, oraz dwie córki – Petronillę i Amicię.